# 에밀리 쉰들러

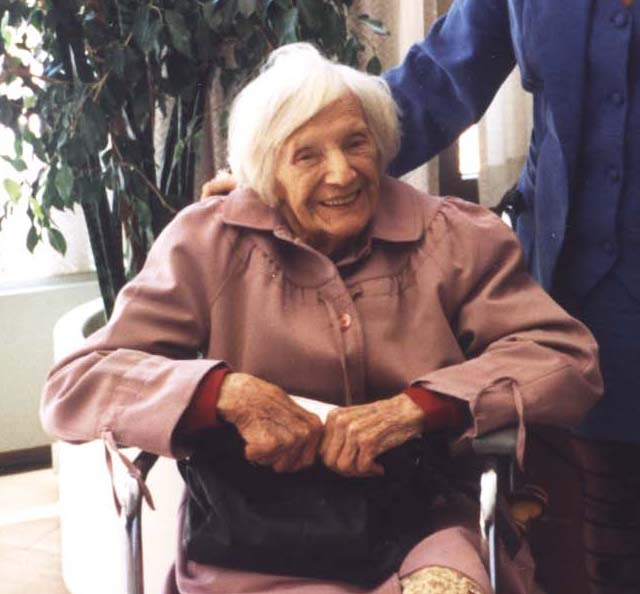
에밀리 쉰들러

에밀리 쉰들러(혼전성 펠츨(Pelzl), 독일어: Emilie Schindler, 1907년 10월 22일 ~ 2001년 10월 5일)는 수데텐 독일에서 태어난 여성으로, 그녀의 남편 오스카 쉰들러와 함께, 그의 에나멜 제품과 군수품 공장들에 그들을 고용하여, 나치로부터 그들에게 면책을 제공함으로써, 1,200명의 유대인들의 생명을 구하는데 도움을 주었다. 그녀는 1994년 이스라엘의 야드바솀에 의해 "국가들 중의 정의"로 인정되었다.